# 都市防災研究所
一般財団法人都市防災研究所（いっぱんざいだんほうじん としぼうさいけんきゅうじょ）は、元内閣府所管の財団法人。

## 概要
主な組織概要は下記の通り。
- 所在：〒100-0005 東京都千代田区丸の内1-4-2　東銀ビル5階５２６
- 設立：1979年3月31日
- 理事長：小出治

### インターネット資料
- 一般財団法人都市防災研究所ウェブサイト「組織概要」